# 若き勇者たち
『若き勇者たち』（わかきゆうしゃたち、原題: Red Dawn〈赤い夜明け〉）は、1984年製作のアメリカ合衆国の戦争映画。
監督のジョン・ミリアスが熱烈な反共主義者として有名であることから、当時は「タカ派による露骨な反共宣伝映画」「国威高揚映画」との批判も受けたが、実際には戦場という非日常空間に放り出された少年少女たちのサバイバル・ドラマであり、政治的なメッセージを帯びた作品ではない。
パトリック・スウェイジ、C・トーマス・ハウエル、チャーリー・シーン、ジェニファー・グレイ、リー・トンプソンといった、当時の若手俳優が出演している。
スウェイジとハウエルは『アウトサイダー』に続いての共演、また、スウェイジとグレイは本作での演技が評価され、『ダーティ・ダンシング』で再共演している。
なお、本作品はアメリカにおいて初めてPG-13指定を受けている。

## あらすじ
ロッキー山脈の麓にあるコロラド州の小さな町・カリュメット（架空の自治体）。
ある日突如、ソ連、キューバ、ニカラグアの共産圏連合軍が町に侵攻してきた。これに対して侵攻されたアメリカ、またカナダ・中国が宣戦。核戦争に発展しワシントンD.C.、オマハ、カンザスシティ、北京は核攻撃で壊滅する。
情け容赦ない攻撃の中、地元の若者ジェドとマットの兄弟やその友人たちは山へ逃げ込み、武器を取ってゲリラ戦を開始する。しかし仲間は次々と倒れ、ジェドたちは次第に追い詰められていく。

## キャスト
| 役名               | 俳優                         | 日本語吹替 |
| 役名               | 俳優                         | TBS版      |
| ------------------ | ---------------------------- | ---------- |
| ジェド・エッカート | パトリック・スウェイジ       | 池田秀一   |
| ロバート・モリス   | C・トーマス・ハウエル        | 吉村よう   |
| マット・エッカート | チャーリー・シーン           | 堀内賢雄   |
| トニー・メイソン   | ジェニファー・グレイ         | 安永沙都子 |
| エリカ・メイソン   | リー・トンプソン             | 岡本麻弥   |
| ダニー・ベイツ     | ブラッド・サヴェージ         | 塩屋翼     |
| ダリル・ベイツ     | ダレン・ダルトン             | 島田敏     |
| アードヴァーク     | ダグ・トビー                 | 関俊彦     |
| ジャック・メイソン | ベン・ジョンソン             | 藤本譲     |
| トム・エッカート   | ハリー・ディーン・スタントン | 青野武     |
| ベラ大佐           | ロン・オニール               | 安田隆     |
| タナー中佐         | パワーズ・ブース             | 津嘉山正種 |
| ベイツ市長         | レイン・スミス               | 村松康雄   |
| ストレルニコフ将軍 | ウィリアム・スミス           | 加藤精三   |

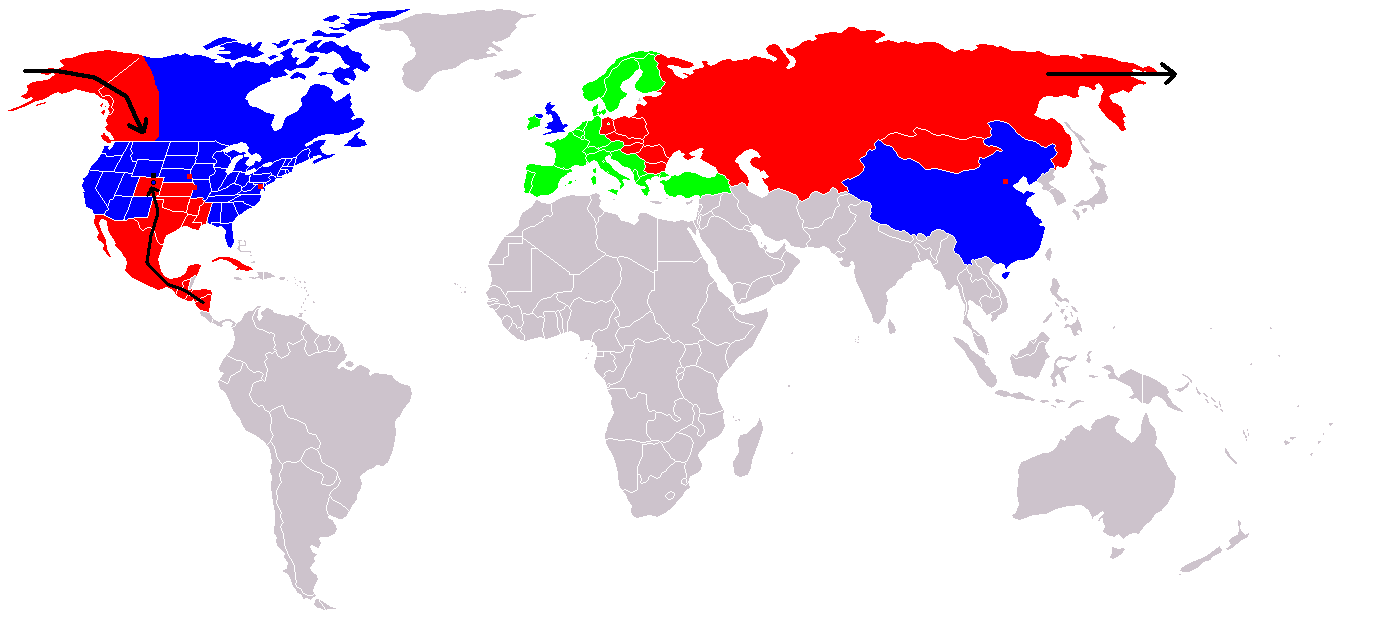
劇中の設定を反映した世界地図。
青: アメリカとその同盟国である カナダ、イギリス、 中国。
赤: ソ連とその衛星国、及び同盟国であるキューバ、ニカラグア。
緑: ヨーロッパの中立国。本作の世界においてはNATOはすでに解散している。
矢印はソ連陣営軍の侵略ルート。赤い点は核兵器による攻撃を受けた ワシントンD.C.、オマハ、カンザスシティ、北京を表す。

- TBS版：初回放送1987年6月1日『月曜ロードショー』

※日本語吹替版はハピネットから2023年7月5日発売の「吹替シネマ2023」第2弾『若き勇者たち-日本語吹替音声収録 HD リマスター版』にソフト初収録される。なおTBS版は放送枠の都合で一部カットされて放送されたため、吹替音声の無い部分がオリジナル音声・日本語字幕となる。

## 備考
本作の冒頭には「米英戦争以来、アメリカ本土は敵の攻撃を受けたことはない」というくだりが登場するが、公開後この部分を巡りカリフォルニア州を始めとしたアメリカ西海岸各地の在郷軍人会から抗議を受けた。太平洋戦争当時、アメリカ西海岸には規模は小さいながらも日本海軍の潜水艦による浮上砲撃や潜水艦搭載の水上機で爆撃を受け、被害を出した場所があったためである。
本作には東側の軍事装備が多数登場するが、当時ではそれらの実物を使用している社会主義圏の国で撮影を行うことは難しく(イスラエルなど中東地域には捕獲した東側装備を多数保有している国が存在したが、環境的に本作の舞台設定であるアメリカ西部地域として撮影することは難しい)、また銃器はともかく車両や航空機を購入してアメリカに集めることも難しかったため、車両、航空機を中心に多数がプロップレプリカとして製作された。
戦車や対空自走砲、装甲車はアメリカ製の軍用トラクターと軍用トラックを改造して外見を似せたもので、戦闘ヘリコプターはフランス製のヘリコプターを改造して製作された。これらの車両やヘリコプターは、本作の後も『ランボー3/怒りのアフガン』(1988年)を始めとして数多くのアメリカ製戦争映画に東側の軍用車両役で登場している。

## リメイク
ソ連軍を中国軍に置き換えたリメイク作品が製作されていたが、諸事情により撮影後に中国軍が北朝鮮軍に変更されることになり、再編集によって公開は大幅に遅れて2012年11月21日に公開された。
なお、このリメイク版は全編が、特に結末が大幅に変更されている。